# Pico Vigirima
El Pico Vigirima (10°20′22″N 67°50′12″O / 10.3395, -67.8366) es una formación de montaña ubicada en el extremo norte del Municipio San Joaquín (Carabobo), Venezuela. A una altitud de 1854 m s. n. m. el Pico Vigirima es la segunda montaña más altas en Carabobo, después del Cerro Villalonga. Constituye parte del límite suroeste del parque nacional Henri Pittier a poca distancia del límite este del parque nacional San Esteban. Exploración realizada el 21 de septiembre de 2024 por el Team Dique, grupo de personas exploradores los cuales han sido los primeros en registrar y documentar esta cima.  

## Ubicación
Pico Vigirima se encuentra al este de Vigirima, al norte de Guacara. Está en la falda sur del Henri Pittier. Al norte se continúa con el Picacho del Diablo hasta llegar al Mar Caribe por la bahía de Turiamo.